# Magnus Sundberg
Magnus Lennart Fredrik Sundberg, född 1981 i Göteborg, är en svensk skådespelare.
Sundberg är uppvuxen i Lindome i Mölndals kommun. Sin skådespelarutbildning har Sundberg skaffat sig på Molkoms folkhögskola och under ett år på Neighborhood Playhouse, en scenskola i New York. Sundberg är ofta anlitad av det Norrköpingsbaserade filmkollektivet Crazy Pictures och syns då ofta tillsammans med sin parhäst Christoffer Nordenrot. Sundbergs aktiva år började direkt efter året på scenskolan i New York. Han har haft ett antal statistroller och även röstroller, men har med åren gått från anonyma statistroller till namngivna huvudroller.

## Filmografi[5]
- 2022 – Kronprinsen som försvann (TV-serie) – Rask
- 2018 – Morden i Sandhamn (TV-serie)
- 2018 – 438 dagar
- 2018 – Den blomstertid nu kommer – Konny
- 2017 – Alex (TV-serie)
- 2016 – Kärlek & Vilja – Stefan
- 2015 – En man som heter Ove
- 2015 – Gilla – kortfilm – Morgan
- 2015 – De arbetslösa – kortfilm – Arbetsprövare
- 2015 – Happy ending – kortfilm – Villes pappa
- 2015 – Se mig – kortfilm
- 2015 – Vaskduellen – kortfilm – Didrik